# Vatikanski obelisk
Vatikanski obelisk je egipatski obelisk, jedan od trinaest drevnih obeliska Rima. Ovaj obelisk se nalazi na Trgu svetog Petra u Vatikanu. To je jedini drevni obelisk u Rimu koji nikada nije pao.
Izrađen od crvenog granita, visok je 25,3 metra, a zajedno s križem i postoljem (sastavljenim od četiri brončana lava, djelo Prospera Antichija) doseže gotovo 40 metara.